# Diecezja Sokodé
Diecezja Sokodé (łac. Dioecesis Sokodensis, fr. Diocèse de Sokodé) – rzymskokatolicka diecezja ze stolicą w Sokodé, w Togo.
Diecezja podlega metropolii Lomé.

## Historia
- 14 września 1955 powołanie rzymskokatolickiej Diecezji Sokodé

## Biskupi Sokodé
- Célestin-Marie Gaoua (od 2016)
- Ambroise Kotamba Djoliba (1993-2016)
- Chrétien Matawo Bakpessi (1965-1992)
- Jérôme-Théodore Lingenheim (1946-1964)
- Joseph-Paul Strebler (1937-1945)